# Mike Mills
Michael Edward Mills (contea di Orange, 17 dicembre 1958) è un bassista e polistrumentista statunitense, membro fondatore del gruppo alternative rock R.E.M..

## Biografia

### Infanzia e la carriera nei R.E.M.
Michael Edward Mills è nato da Frank e Adora Mills a Orange County, in California, dove suo padre era di stanza nei Marines. La famiglia si trasferì a Macon, in Georgia quando Mills aveva circa sei mesi.
Nella seconda metà degli anni settanta Mills incontrò il futuro compagno di band Bill Berry mentre frequentavano il liceo a Macon, diventando presto amici.
Formò con lui diversi gruppi musicali: la band Shadowfax, che in seguito cambiò nome in The Back Door Band.
Nel 1979,insieme a Berry,Mills si trasferisce e studiò presso l'Università della Georgia ad Athens: fu in questo periodo che i due conobbero Michael Stipe (anche esso studente) e Peter Buck (commesso in un negozio di dischi, la Wuxtry Records e collaboratore di Stipe) e misero insieme una band, che nel frattempo provava solamente senza mai esibirsi: nell'aprile del 1980 i Twisted Kites (uno dei loro primi nomi) furono invitati a suonare alla festa del ventesimo compleanno di una loro amica, Kathleen O'Brien (fidanzata all'epoca con Berry) eseguendo cover di brani punk,rock garage e molto altro, solo in estate decisero di chiamarsi in maniera definitiva R.E.M. (derivante dall'acronimo rapid eye movement, che trovò casualmente in un dizionario lo stesso Stipe).
È il compositore principale di buona parte dei brani della band. Sebbene noto soprattutto come bassista, corista e tastierista, i suoi lavori nella band comprendono anche l'utilizzo di chitarre acustiche ed elettriche, archi, fiati e percussioni.

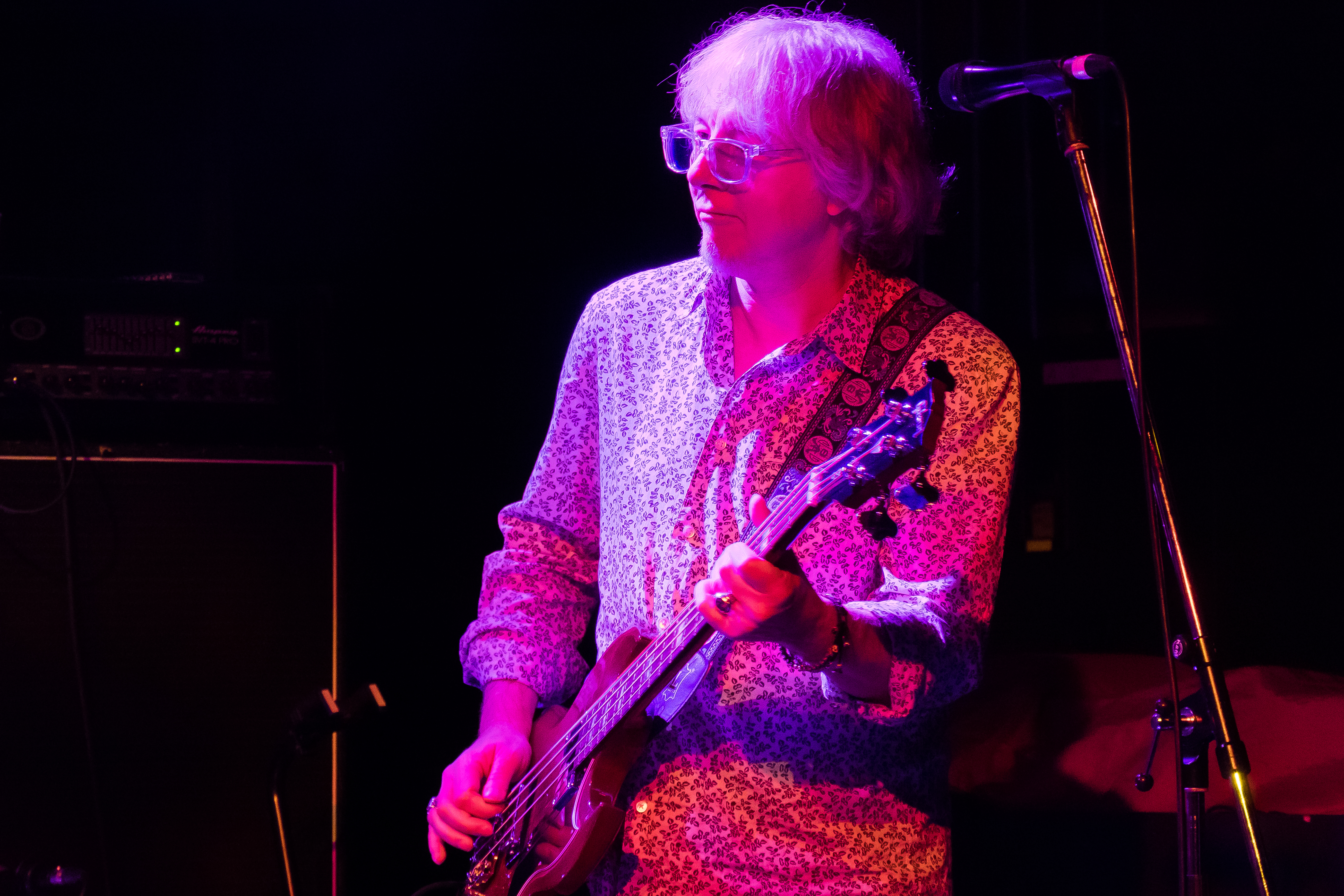
Mike Mills in una esibizione del 2017

Alcune delle canzoni più famose dei R.E.M., come Nightswimming, Find the River, At My Most Beautiful, Why Not Smile, Let Me In, Wendell Gee, (Don't Go Back To) Rockville, Beat a Drum, Be Mine, New Test Leper e What's the Frequency, Kenneth? sono state composte proprio da Mills.
Oltre a suonare, Mills ha anche cantato nelle canzoni Texarkana, Near Wild Heaven, Superman e Love Is All Around (una cover dei Troggs).
L'album Around the Sun del 2004 ha ricevuto molte critiche negative da parte dei media perché l'influenza di Mike Mills è più elevata rispetto a ogni altro album dei R.E.M., lasciando così in disparte la chitarra di Peter Buck.
Mills è tuttora considerato uno dei migliori musicisti del panorama rock internazionale grazie alla sua abilità con molteplici strumenti, dal basso alla chitarra, dalla fisarmonica al pianoforte.
È anche conosciuto per la sua collezione di abiti "Nudies", indossati spesso sul palco a partire dal Monster Tour del 1995. Ha suonato il piano nella canzone Soma, contenuta in Siamese Dream, degli Smashing Pumpkins
Mike ha un figlio nato nel 1989 di nome Julian. Egli attualmente è uno studente alla University of Mississippi.